# Gastrolobium heterophyllum
Gastrolobium heterophyllum är en ärtväxtart som först beskrevs av Porphir Kiril Nicolai Stepanowitsch Turczaninow, och fick sitt nu gällande namn av Michael Douglas Crisp. Gastrolobium heterophyllum ingår i släktet Gastrolobium och familjen ärtväxter. Inga underarter finns listade i Catalogue of Life.